# Tentative de coup d'État de 1962 au Ceylan
La tentative de coup d'État de 1962 au Ceylan (également connue sous le nom de coup d'État des colonels) était un coup d'État militaire manqué à Ceylan (Sri Lanka). Un groupe d'officiers chrétiens de l'armée et de la police prévoyait de renverser le gouvernement du Premier ministre Sirima Bandaranaike dans la nuit du 27 janvier 1962. Ce coup fut organisé par le colonel Fredrick de Saram (en) (commandant adjoint de la Forces Volontaires du Ceylan (en)), le colonel Maurice De Mel (en), (commandant de la Ceylon Volunteer Force), le contre-amiral Royce de Mel (en) (ancien capitaine de la Royal Ceylon Navy), Cyril Dissanayake (en) (Inspecteur Général adjoint de la police (DIG)), Sydney de Zoysa (en) (Inspecteur Général adjoint de la policeà la retraite) et Douglas Liyanage (en) (directeur adjoint de l'aménagement du territoire). Il devait avoir lieu dans la nuit du 27 janvier 1962, mais fut finalement annulé : le gouvernement obtint des informations dans l'après-midi et procéda à l'arrestation des présumés chefs du complot. Ces arrestations visèrent notamment des dirigeants clés.
Plus tard, il fut révélé que le coup d'État avait le soutien de plusieurs anciens hommes d'État , et mit en évidence le conflit entre les élites anciennes et nouvelles au Sri Lanka après son accession à l'indépendance.

## Contexte
Ceylan était devenu indépendant de la Grande-Bretagne en 1948. Cet événement fut notamment marqué par son changement de nom, le Ceylan devenant le Dominion de Ceylan, pour souligner le début de l'autonomie obtenu par la population locale. Cependant, une grande partie de la direction politique, gouvernementale et militaire du pays fut transférée des Britanniques à l'élite chrétienne ceylanaise, qui accéda à des postes de pouvoir en grande partie en raison de son éducation et de sa religion. Une conséquence directe était que toutes les hautes fonctions de l'État étaient détenues par ces élites de facto.
En 1956, Solomon Bandaranaike, un anglican qui s'était converti au bouddhisme, fut élu à l'issue d'un mouvement nationaliste au sein duquel il recueillit le soutien de la majorité bouddhiste cinghalaise du pays. Cette dernière était considérée comme défavorisée par rapport à la minorité chrétienne. Comme promis lors des élections, Bandaranaike a commencé une cingalisation (en) rapide de toutes les parties du gouvernement. Cette promesse aboutit à l'adoption du controversé Sinhala Only Act, qui remplaçait la langue officielle, alors l'anglais, par le cingalais. Dans le même temps, il supprima la dernière des bases militaires britanniques à Ceylan et fit évoluer la nation vers une forme d'économie socialiste.
Avant ces changements, le corps des officiers de l'armée était composé aux trois cinquièmes de chrétiens, d'un cinquième de tamouls et d'un dernier cinquième de burghers. Bandaranaike s'efforça d'équilibrer ces proportions en augmentant le nombre d'officiers bouddhistes cinghalais. Après avoir envoyé à la retraite l'|inspecteur général de la police (IGP) Osmund de Silva (en) pour avoir refusé d'exécuter ses ordres parce qu'il les considérait illégaux, Bandaranaike nomma un fonctionnaire bouddhiste, M. Walter F. Abeykoon (en), du Department of Settlement Lands (département du logement), à la place de trois autres officiers supérieurs de la police qui étaient chrétiens. Cette promotion provoqua beaucoup de ressentiment parmi les officiers supérieurs de la police, qui s'y opposèrent avec la menace de leur démission, menaces qui furent par la suite retirées.
En 1959, Bandaranaike fut assassiné, ce qui entraîna une période de troubles politiques. Sa veuve, Sirima Bandaranaike, devint la chef de son parti politique et obtint la majorité au Parlement, devenant ainsi la première femme Premier ministre au monde en 1960. Elle poursuivit la politique de son mari, avec Felix Dias Bandaranaike (en) et N.Q. Dias (en) comme proches conseillers.
En 1961, le ressentiment s'accumulait chez les chrétiens qui estimaient être systématiquement écartés des postes à responsabilité. Le régime semblait cibler les communautés minoritaires en prenant le contrôle et en renommant les écoles catholiques, alors que dans le même temps certaines des écoles anglicanes élitistes ne subissaient pas le même sort,,,. A ce stade, de nombreux chrétiens quittaient Ceylan pour majoritairement rejoindre le Royaume-Uni. L'économie du pays se dégrada : le coût de la vie augmenta et le chômage aussi.
Le coup d'État militaire du général Ayub Khan au Pakistan inspira alors un groupe d'officiers désenchantés.
En février 1961, le Parti fédéral lança un Satyagraha (mouvement de protestation pacifique tel que ceux que Gandhi mena) contre la politique linguistique du gouvernement. Le gouvernement répondit par l'envoi d'unités de l'armée dans le district de Jaffna et déclara l'état d'urgence en utilisant le Public Security Act (loi sur la sécurité publique). Plusieurs dirigeants tamouls furent arrêtés en vertu de l'état d'urgence et le Satyagraha s'arrêta. L'état d'urgence resta en place jusqu'en janvier 1963. Il permit au gouvernement de conserver des unités de volontaires (réservistes) mobilisées et d'utiliser ces unités pendant les grèves syndicales et les troubles civils. En 1961, les unités de volontaires furent placées en congé obligatoire non payé, ce qui réduisit les dépenses de l'état tout en maintenant ces unités plus rapidement rappelable en cas de mobilisation. En octobre 1961, Felix Dias Bandaranaike, secrétaire parlementaire du ministre des Affaires extérieures, donna l'ordre aux commandants des services de se préparer à une série de grèves et d'émeutes provenant de la gauche et des syndicats. Effectivement, le gouvernement retarda les augmentations salariales sur la base de deux rapports concernant les ports et la fonction publique. S'ensuivirent plusieurs grèves des travailleurs portuaires et du Ceylon Transport Board (service de bus Sri Lankais) en novembre et décembre 1961, suivies d'une grève générale. La Force Volontaire de Ceylan fut déployée et rétablit une grande partie des services. Le 13 décembre 1961, le Dr N.M. Perera (en) déclara au Parlement que Felix Dias Bandaranaike prenait des dispositions pour gouverner le pays avec l'armée et la marine. Cette idée fut poursuivie le 9 janvier 1962 d'une déclaration de Pieter Keuneman (en) : selon lui, la tournure des événements était favorable à la création d'un régime militaire permanent sur l'île. Le 12 janvier 1962, Wijeyananda Dahanayake affirmait dans une déclaration que quelqu'un au sein du gouvernement se préparait à mettre en place une dictature militaire.

## Événements

### 27 janvier 1962
Les premiers signes d'une menace de renversement du gouvernement apparurent le samedi 27 janvier 1962. Ce jour, l'Inspecteur général de la police Walter Abeykoon, qui se trouvait au pont du Club de l'Orient, reçut la visite de Patrick de Silva Kularatne (en). Ce dernier s'était rué à Colombo depuis Ambalangoda après avoir reçu un appel sa fille Maya.
Tôt ce jour-là, le gendre de Kularatne, Stanley Senanayake (en), alors surintendant de la police (SP) à Colombo et responsable de la police de la ville, s'était promené le matin à Galle Face Green avec Cyril Dissanayake (en), l'inspecteur général adjoint de police. Dissanayake profita de cette promenade pour approcher Senanayake et demander son aide dans le cadre d'une opération secrète qui devait avoir lieu cette nuit-là. En tant que chef de la police de Colombo, sa coopération était vitale pour la réussite de l'opération.
De retour chez lui, Senanayake était inquiet et confia à son épouse Maya Senanayake les détails qui lui avaient été communiqués par Dissanayake. Immédiatement, Maya Senanayake appela son père Kularatne, qui était député et fondateur du Sri Lanka Freedom Party. Kularatne partagea avec Abeykoon toutes les informations qu'il avait. Abeykoon appela et informa le chef du Département des enquêtes criminelles S.A. Dissanayake (en) et retourna à son jeu de bridge.
S.A. Dissanayake était Inspecteur Général adjoint de la police (Département d'investigations criminelles) et frère jumeau de Cyril Dissanayake. À l'époque, le Département d'investigations criminelles était chargé de tâches afférentes à la sécurité intérieure. S.A. Dissanayake comprenant la gravité de la situation, en discuta avec John Attygalle (en), surintendant de la police au Département d'investigations criminelles. En raison de la nature de la menace et ne connaissant pas l'étendue du complot, tous deux décidèrent d'en référer à Felix Dias Bandaranaike. Felix Dias était le ministre des Finances et le secrétaire parlementaire de la Défense et des Affaires extérieures. Neveu du Premier ministre, il était à l'époque son principal conseiller. Les agents du Département d'investigations criminelles s'entretinrent avec le ministre à son domicile à 19h00, et les policiers donnèrent au ministre l'ensemble des informations portées à leur connaissance. Felix Dias Bandaranaike voulut agir rapidement pour arrêter le coup d'État potentiel et rejoignit la résidence officielle du Premier ministre, Temple Trees avec les deux officiers.
L'information fut un choc pour le Premier ministre. Sous la direction de Felix Dias Bandaranaike, tous les commandants de service, le général de division Gerard Wijekoon (en), le commodore Rajan Kadiragamar (en), le commodore de l'air John Barker (en) et l'inspecteur général de la police M.F.W. Abeykoon furent conviés à Temple Trees pour une réunion d'urgence.
Stanley Senanayake fut également convoqué à Temple Trees et fut interrogé par Felix Dias Bandaranaike et des agents du Département d'investigations criminelles pour qu'il leur révèle tout ce qu'il savait. Une liste des membres potentiels du coup d'État fut dressée et Felix Dias Bandaranaike convoqua à Temple Trees tous les officiers subalternes de la police et de l'armée qui étaient sous les ordres des chefs du coup d'État. Ils y furent interrogés personnellement par Felix Dias Bandaranaike et le Département d'investigations criminelles. Il fut révélé que le volet militaire du coup d'État était dirigé par le colonel Fredrick C. de Saram (cousin de S.W.R.D. Bandaranaike) et par le colonel Maurice De Mel (en), commandant de la Force des volontaires. Côté police, le complot était mené par l'Inspecteur Général adjoint de la police Cyril Dissanayake (en) et Sydney de Zoysa (en) (Inspecteur Général adjoint de la police à la retraite) était responsable de la coordination entre les services. Le coup d'État avait été planifié par Douglas Liyanage (en) de la fonction publique de Ceylan et soutenu par le contre-amiral Royce de Mel (en)], récemment capitaine de la marine à la retraite et frère du colonel Maurice de Mel. Le coup d'État devait être exécuté par des troupes du 3e régiment d'artillerie de campagne et du 2e régiment antiaérien volontaire de l'artillerie de Ceylan (l'implication de la quasi-totalité du corps d'officiers de ces régiments fut ensuite démontrée), le 2e régiment de terrain, les Ceylon Engineers (corps d'ingénieurs de Ceylan), le 2e Régiment de transmissions des volontaires, le corps de transmission de Ceylan, ainsi que les voitures blindées de la troupe Sabre du corps blindé de Ceylan.
Le capitaine Nimal Jayakody et le capitaine Tony Anghie du 3ème régiment d'artillerie de Ceylon étaient membres du premier groupe d'élèves officiers de l'armée de Ceylan et avaient été formés à la Royal Military Academy Sandhurst.
À ce moment, la première et seule arrestation en rapport avec le coup d'État eut lieu à 21h30 lorsque Neal de Alwis (en), député de Baddegama, fut arrêté à son domicile et emmené au poste de police de Galle. Il y fut détenu pendant neuf heures. Au même moment, Cyril Dissanayake (en) reçut un appel à ses quartiers officiels lui expliquant que le plan avait été compromis et que le coup d'État était annulé. À Temple Trees, il fut informé que l'officier de service pour la nuit au siège de la police V.T. Dickman avait été remplacé par un conspirateur connu. À 23 h 15, un téléscripteur fut envoyé par le Inspecteur Général adjoint de la police du Département d'investigations criminelles à Colombo et à tous les commissariats de police indiquant qu'un coup d'État avait été organisé contre le gouvernement par un officier supérieur de police : aucun ordre autre que ceux provenant de l'inspecteur général adjoint de la police ne devait être exécuté. Dans le même temps, le personnel de la sécurité intérieure de la marine était chargé de protéger Temple Trees, car personne ne connaissait avec certitude l'ampleur de la conspiration dans les rangs de l'armée et de la police. Le Premier ministre ordonna l'arrestation de Dissanayake et J.F. Bede Johnpillai. Ils furent arrêtés ce soir-là par des équipes composées de personnels des trois services et de la police.

### 28 janvier 1962
Le lendemain, des mandats d'arrêt furent émis à l'encontre du colonel Fredrick de Saram, du colonel Maurice de Mel et du contre-amiral Royce de Mel.
Le colonel de Saram se rendit à Temple Trees où il fut arrêté, le colonel de Mel fut arrêté à son domicile et l'amiral de Mel se cacha.
Le dimanche après-midi, le 28 janvier 1962, Radio Ceylan diffusa un bulletin d'information spécial interrompant ses programmes habituels, annonçant qu'un complot constitué d'un groupe de hauts responsables de la police et des forces armées avait été déjoué et que sept policiers et militaires des officiers avaient été arrêtés. D'autres nouvelles furent diffusées dans les éditions du soir. Les premiers détenus étaient logés dans une annexe de Temple Trees, tandis que le Département d'investigations criminelles et la branche spéciale menaient des enquêtes pour identifier d'autres conspirateurs. L'implication continue de Felix Dias Bandaranaike dans l'enquête fut qualifiée par certains d'inquisition.

## Opération Holdfast
Le plan du coup d'Etat, qui portait le nom de code Opération Holdfast (opération étau), fut dévoilé sur la base des déclarations des officiers arrêtés et fut publié dans un livre blanc parlementaire. Le plan prévoyait un déploiement rapide de troupes pour saisir des positions et des installations stratégiques, et d'entourer Colombo pour empêcher les troupes du canton de Panagoda (en) d'atteindre la ville. Dans le processus ils prévoyaient de détenir le Premier ministre et les chefs du gouvernement. Les commandants des services et l'IGP n'avaient pas été informés du plan. Ce plan aurait été déclenché par Cyril Dissanayake à 22h00 le 27 janvier 1962 en adressant un ordre de prise de poste à ses hommes. Par la suite, Johnpillai aurait sécurisé toutes les routes principales et autoroutes en l'espace de 30 minutes. Cela aurait facilité le mouvement des convois de troupes de leurs casernes vers des destinations prédéterminées sous le commandement de De Saram et De Mel à partir de 23h00. Ce plan prévoyait que le coup serait achevé à 1h00 le 28 janvier 1962.
Selon le plan, le Premier ministre devait être placé en résidence surveillée. Des ministres de haut rang, des représentants du gouvernement et des conseillers considérés comme importants devaient être arrêtés et emmenés au quartier général de l'armée. Cette liste comprenait Felix Dias Bandaranaike (en), N.Q. Dias (en), S.A. Dissanayake (en), John Attygalle et Rajan Kadiragamar (en). Ils auraient été détenus jusqu'à nouvel ordre dans le magasin de munitions, qui était un bunker souterrain. Le général de division Gerard Wijekoon (en), commandant de l'armée et le colonel Bertram Heyn (en), chef d'état-major de l'armée, l'inspecteur général de la police et le commandant de l'armée de l'air devaient être empêchés de quitter leurs résidences, tout comme plusieurs ministres et hauts fonctionnaires. Les membres du gouvernement devaient être détenus au Sāvatthī, le foyer des parlementaires, tandis que d'autres devaient être détenus à leur domicile. Certains membres du Parlement résidant hors de Colombo devaient être arrêtés et détenus dans les postes de police locaux.
La clé du succès du coup d'État aurait été d'empêcher les troupes pro-gouvernementales de mettre en place un contre-coup d'État. À cette fin, la priorité aurait été d'empêcher les troupes du canton de Panagoda d’entrer à Colombo à tout prix. La principale menace que craignaient les dirigeants du coup d'État était le 1er bataillon, Ceylon Light Infantry (infanterie légère de Ceylon), qui était basé dans le cantonnement. L'autre régiment d'infanterie de l'armée, le 1er bataillon, Ceylon Sinha Regiment, était alors déployé à Jaffna. Par conséquent, des troupes du coup d'État avec des voitures blindées auraient été stationnées aux deux ponts de la rivière Kelani (en), le pont Wellawatte-Dehiwela et le pont Kirillapone.
Peu après minuit, des voitures de police équipées de haut-parleurs auraient été envoyées pour annoncer un couvre-feu immédiat dans les limites de la ville de Colombo. Le Central Telegraph Office (en) et d'autres centraux téléphoniques de la ville auraient été capturés et mis hors service. Peu après minuit, le quartier général de la police et le bureau du Département d'investigations criminelles auraient été capturés. Les immeubles de bureaux des journaux de Lake House (en) et du Times of Ceylon (en) auraient été pris et les publications stoppées pendant plusieurs jours. Des estafettes du corps des transmissions, à moto, se seraient positionnées à Torrington (Independence) Square vers 23 h pour prendre d'assaut Radio Ceylan une fois le mot de passe «Holdfast» donné. Une ligne téléphonique directe spéciale avait été installée la veille entre le quartier général de l'armée à Lower Lake Road et les casernements Echelon (en) pour être utilisée par les militaires.
Le colonel Maurice de Mel aurait commandé les opérations depuis le quartier général de l'armée, tandis que le colonel de Saram serait resté à Temple Trees et aurait dirigé les opérations à partir de là. Le mot de passe aurait été British Grenadier (Grenadier britannique, une chanson de marche militaire). Cyril Dissanayake aurait pris position à Queen's House (en) et y aurait dirigé les opérations jusqu'à ce que le quartier général de la police soit capturé. Le mot de passe aurait été Herbert Dowbiggin (en) (nom d'un ancien inspecteur général de la police).
Une fois le coup d'état en place, les dirigeants se seraient réunis au Queen's House (en) où le gouverneur général Sir Oliver Goonetilleke aurait dissous le Parlement. Les instigateurs auraient pu par la suite y prendre le contrôle direct de l'État. Le gouverneur aurait été assisté par un conseil d'administration composé d'anciens premiers ministres : Dudley Senanayake, Sir John Kotelawala et Wijayananda Dahanayake.

## Conséquences

### Sécurité interne
La préoccupation principale du gouvernement était d'appréhender les proportions réelles du complot et d'en identifier les conspirateurs. Cette tâche fut menée par Felix Dias Bandaranaike, tandis que le Département d'investigations criminelles menait des enquêtes. La sécurité du Premier ministre et du ministre Felix Dias Bandaranaike fut renforcée aussi bien par la police que par les forces armées. Felix Dias Bandaranaike participa à des réunions d'information régulières concernant la sécurité du Premier ministre.

### Changements dans le gouvernement
Le Dr N.M. Perera révéla les détails de la tentative de coup d'État au Parlement le 13 février 1962 et en publia un livre blanc. Le 18 février 1962, Felix Dias Bandaranaike déclara au Parlement que Sir Oliver Goonetilleke était impliqué dans l'enquête. Goonetilleke indiqua qu'il n'avait aucune objection à être interrogé par la police, mais que les Bandaranaike (en) (famille très impliquée en politique) voulaient le remplacer. Bradman Weerakoon, secrétaire du Premier ministre fut envoyé à Londres pour présenter la demande du Premier ministre à la Reine de remplacer son gouverneur général à Ceylan. Le 26 février 1962, Radio Ceylan annonça que la Reine avait accepté la demande du gouvernement de Ceylan de nommer William Gopallawa (l'oncle du Premier ministre) gouverneur général de Ceylan, succédant à Sir Oliver Goonetilleke avec effet au 20 mars 1962. Goonetilleke quitta tranquillement Queen's House (en) le 2 mars et quitta le pays. D'autres changements suivirent. N.Q. Dias fut nommé secrétaire permanent du ministère de la Défense et des Affaires extérieures. À ce titre, Dias lança un programme de recrutement d'officiers bouddhistes cinghalais dans l'armée, tandis que le recrutement dans la marine fut suspendu.

### Changements dans les forces armées et dans la police
Le colonel Richard Udugama (en) fut rappelé de Jaffna, où il servait en tant que commandant des troupes, pour prendre la relève en tant que chef d'état-major de l'armée. Le colonel B.R. Heyn prit la relève en tant que commandant de la Ceylon Volunteer Force (Force de volontaires de Ceylan). En avril 1963, Walter Abeykoon fut remplacé par S.A. Dissanayake en tant qu'inspecteur général de la police et John Attygalle fut promu Inspecteur Général adjoint de la police (Département d'investigations criminelles). En décembre, après le départ à la retraite du général Winston Wijekoon lui succéda le colonel Udugama en tant que commandant de l'armée.
Le général Winston Wijekoon et le colonel Heyn n'étaient pas au courant du coup d'État et leur régiment, le 1er bataillon, Ceylon Light Infantry, basé à Panagoda, était l'unité que les comploteurs voulaient empêcher d'empêcher de venir en aide au gouvernement.
Une restructuration fut consécutive à la libération des hommes liés au coup d'État. Le 1st Heavy Antiaircraft Regiment (le premier régiment anti-aérien lourd, l'unité principale impliquée dans le coup d'État), le 2nd (V) Antiaircraft Regiment et le 3rd Field Regiment of the Ceylon Artillery furent dissous, en disgrâce, et les officiers et hommes restants furent transférés pour former le 4th Regiment, Ceylon Artillery (4ème régiment d'artillerie de Ceylan). Il fut ensuite déplacé dans le cantonnement de Panagoda au lieu son affectation traditionnelle, Rock House (en). Le 2ème régiment du corps d'ingénieur (2e (V) Field / Plant Regiment of the Ceylon Engineers) et le 2ème régiment du corps de transmission de Ceylan (2e (V) Signal Regiment of the Ceylon Signals Corps) furent également dissous en disgrâce et les hommes restés loyaux au sein de ce dernier formèrent le régiment du service national (en). En 1999, le 2e (V) Sri Lanka Signals Corps fut reformé, mais aucun des autres régiments ne le fut, même au plus fort de la guerre civile sri-lankaise, alors que l'armée du Sri Lanka connut une hausse importante d'effectifs.

### Arrestations et détentions
Au total, 31 personnes furent arrêtées, parmi lesquelles des officiers de l'armée et de la marine, des officiers de polices parus dans la Gazette de la police de Ceylan, des fonctionnaires et plusieurs civils. Puisqu'aucun coup de feu n'avait été tiré et qu'aucune troupe n'avait été réellement déployée, le gouvernement découvrit rapidement qu'il n'y avait aucune disposition du code pénal qui permettait de poursuivre les accusés. Ils furent donc placés en détention provisoire, dans l'attente de leur procès, dans une section spéciale de la prison de Welikada (en) appelée la section des magazines. Un détachement de sécurité spécial fut monté et appelé garde composite, avec pour rôle de garder ces officiers de l'infanterie légère de Ceylan, sous le commandement du major A. Hulangamuwa. Ils furent placés à l'isolement dans l'espoir d'obtenir des aveux. Leurs conditions de détention s'améliorèrent plus tard.

### Loi de 1962: Criminal Law Special Provision Act
Entre-temps, le gouvernement adopta une nouvelle loi appelée la Criminal Law (Special Provisions) Act, No. 1 of 1962 ("loi sur la criminalité n°1 de 1962 (dispositions spéciales)"). Cette loi laissait ouverte la possibilité d'engager des poursuites en se basant non plus sur l'existence de preuves mais en utilisant par exemple des rumeurs. Cette loi avait un effet rétroactif remontant jusqu'au 1er janvier 1962, ce qui la rendait utilisable pour juger la tentative de coup d'État. La loi fut contestée au Parlement par le Parti national uni et le Parti Lanka Sama Samaja. Ce dernier accepta finalement d'appuyer le projet de loi, le gouvernement garantissant qu'il ne serait utilisé que pour la poursuite des membres du coup d'État.

### Procès
En juin 1962, le procureur général de Ceylan, Douglas Jansze (en), conseiller de la reine, déposa des accusations contre 24 personnes portant sur trois chefs d'accusation :
1. Déclaration de guerre à la reine ;
2. Renversement par la force criminelle ou par une démonstration de force criminelle du gouvernement de Ceylan ;
3. Renversement du gouvernement légitime de Ceylan par des moyens illégaux.

Le ministre de la Justice, en vertu de la nouvelle loi, rassembla un tribunal spécial composé de trois juges de la Cour suprême. Sur les 24 investigateurs jugés, tous étaient chrétiens. 12 d'entre eux étaient Cinghalais, 6 autres Tamouls et les 6 derniers Burghers. Cinq autres personnes ne furent pas poursuivis faute de preuves ou devinrent des témoins à charge.
Dans ce procès nommé "Queen vs Liyanage and others" (La Reine contre Liyanage et d'autres), les accusés furent défendus par des avocats considérés comme les meilleurs de l'époque, comme G.G. Ponnambalam, conseiller de la Reine, Hector Wilfred Jayewardene (en), conseiller de la Reine, Sam Kadirgamar (en) ou Kairshasp Nariman Choksy. Les poursuites engagées par le procureur général Douglas Jansze reposaient essentiellement sur les aveux du colonel Fredrick de Saram.
Toutefois, les juges défirent le tribunal. Ils justifièrent leur acte en disant qu'ils avaient été nommés par l'exécutif, et que ce dernier n'avait aucun droit constitutionnel d'agir de la sorte. La loi sur le droit pénal fut par la suite modifiée pour que la Cour suprême puisse nommer les juges.
Néanmoins, la deuxième cour connut un sort similaire, cette fois-ci parce que l'un des juges, A. W. H. Abeyesundere (en), conseiller de la Reine, avait aidé à enquêter sur l'affaire alors qu'il était précédemment procureur général. [réf. nécessaire]
Un troisième tribunal siégea finalement pendant 324 jours à partir du 3 juin 1963 et condamna 11 des 24 accusés. La peine infligée fut de dix ans de prison et une confiscation des propriétés. Wilmot Abraham, condamné, décéda en prison en 1964.

### Implication d'anciens premiers ministres
Les noms de Sir Oliver Goonetilleke, et des anciens premiers ministres Dudley Senanayake et Sir John Kotelawala furent mis en avant lors de l'enquête et du procès. Goonetilleke fut démis de ses fonctions de gouverneur général puis s'exila à Londres. Aucune décision ne fut prise à l'encontre de Senanayake ou de Kotelawala. Des années plus tard, J.R. Jayewardene déclara lors d'une réunion le 13 avril 1966 que le colonel Sir John Kotelawala lui avait dit qu'avec Dudley Senanayake ils avaient eu connaissance du coup d’État,.

### Appel au Conseil privé
« The Acts offended against the Constitution in that they amounted to a direction to convict the men or to a legislative plan to secure their conviction and severe punishment and thus constituted an unjustifiable assumption of judicial power, by the legislature, or an interference with judicial power, which was outside the legislatures competence and was inconsistent with the severance of power between legislature, executive and judiciary which the constitution ordained. »
— Lord Pearce (en)
, Daily News

« Ces lois ont constitué un affront à la Constitution dans la mesure où elles ont été écrites dans le but de poursuivre des hommes ou d'assurer leur condamnation à une punition sévère, et donc elles ont constitué une prise injustifiable de pouvoir judiciaire par le pouvoir législatif, ou une interférence avec le pouvoir judiciaire, ce qui était hors des compétences législatives et en opposition avec la séparation des pouvoirs législatif, judiciaire et exécutif telle que le stipule la constitution. »
— Daily News
Cependant, les condamnés firent appel devant le Comité judiciaire au Conseil privé. Dans sa décision du 21 décembre 1965, elle jugea la loi spéciale de 1962 "ultra vires" (au delà des pouvoirs) de la constitution de Ceylan et déclara que cette loi avait empêché la tenue d'un procès équitable. Selon ce Conseil privé, la loi avait été spécialement promulguée pour condamner ces hommes. En cours de procès, ils n'avaient pas obtenu de protections qu'ils auraient dû avoir en vertu du droit pénal général. Ce conseil acquitta l'ensemble des condamnés.
De Saram retourna à son cabinet d'avocats, Douglas Liyanage fut nommé secrétaire du ministère d'État au début des années 1980, le capitaine John AR Felix fut fait commissaire général du revenu intérieur et le lieutenant-colonel Basil Jesudasan devint le président de Carsons Cumberbatch PLC. [réf. nécessaire]

## Effets à long terme du coup d'État
Le principal résultat de la tentative de coup d'État fut un développement de la méfiance de Sirima Bandaranaike à l'égard des militaires.
Les nominations à des postes de responsabilité dans les forces armées et la police furent réalisées par des officiers de confiance du gouvernement et ne se basaient plus sur l'ancienneté comme dans le cas de l'IGP et du commandant de l'armée. Par exemple, Bertram Heyn (en) ne fut pas nommé commandant de l'armée, en faveur de Richard Udugama (en). Cette pratique fut poursuivie par les gouvernements suivants et eut un effet négatif sur le professionnalisme et l'impartialité des forces armées et de la police.
Le financement des services fut considérablement réduit, ce qui affecta considérablement leur croissance et entrava leur capacité à assurer la défense de Ceylan sur le long terme. Les achats de matériel militaire furent eux aussi limités. La Marine fut également durement touchée : bon nombre de ses navires furent vendus et sa capacité d'intervention en haute mer fut perdue. Elle ne retrouva ses anciennes capacités que dans les années 80 et 90. La coopération interservices sous forme d'opérations conjointes fut suspendue.
En conséquence, l'armée était globalement sous-armée et sous-équipée pour faire face à l'insurrection de 1971, qui éclata sous le gouvernement de Sirimavo Bandaranaike. Pour surmonter la situation, le Sri Lanka dut compter sur l'aide d'autres pays. Après la défaite électorale du gouvernement Bandaranaike en 1965, Dudley Senanayake devint Premier ministre. Pour empêcher un futur coup d'État, il renforça la branche spéciale des forces de police de Ceylan chargée de la sécurité nationale. Elle fut toutefois dissoute lorsque Sirima Bandaranaike fut de nouveau élue en 1970. Une conséquence de cette décision fut que le gouvernement fut pris au dépourvu lors de la révolte de 1971.